# Kolarstwo szosowe na Igrzyskach Azjatyckich 2018
Kolarstwo szosowe na Igrzyskach Azjatyckich 2018 – jedna z dyscyplin rozgrywana podczas igrzysk azjatyckich w Dżakarcie i Palembangu. Zawody odbyły w dniach 22 – 24 sierpnia w Bandungu. Do rywalizacji w czterech konkurencjach przystąpiło 122 zawodników z 21 państw.

## Uczestnicy
W zawodach wzięło udział 122 zawodników z 21 państw.
| Reprezentacja                | Liczba zawodników |
| ---------------------------- | ----------------- |
| Bahrajn                      | 2                 |
| Chiny                        | 9                 |
| Chińskie Tajpej              | 7                 |
| Filipiny                     | 1                 |
| Hongkong                     | 10                |
| Indonezja                    | 8                 |
| Iran                         | 7                 |
| Japonia                      | 5                 |
| Kazachstan                   | 9                 |
| Kirgistan                    | 1                 |
| Korea Południowa             | 8                 |
| Laos                         | 2                 |
| Makau                        | 3                 |
| Malezja                      | 8                 |
| Mongolia                     | 10                |
| Singapur                     | 1                 |
| Syria                        | 4                 |
| Tajlandia                    | 7                 |
| Uzbekistan                   | 8                 |
| Wietnam                      | 7                 |
| Zjednoczone Emiraty Arabskie | 5                 |
| 21 reprezentacji             | 122               |

## Medaliści
| Konkurencja                         | Złoto            | Srebro               | Brąz             |           |
| Mężczyźni                           | Mężczyźni        | Mężczyźni            | Mężczyźni        | Mężczyźni |
| ----------------------------------- | ---------------- | -------------------- | ---------------- | --------- |
| Wyścig ze startu wspólnego (150 km) | Aleksiej Łucenko | Fumiyuki Beppu       | Nawuti Liphongyu | [ 3 ]     |
| Jazda na czas (40 km)               | Aleksiej Łucenko | Muradjan Khalmuratov | Fumiyuki Beppu   | [ 4 ]     |
| Kobiety                             |                  |                      |                  |           |
| Wyścig ze startu wspólnego (100 km) | Na Ah-reum       | Pu Yixian            | Eri Yonamine     | [ 5 ]     |
| Jazda na czas (20 km)               | Na Ah-reum       | Eri Yonamine         | Leung Wing Yee   | [ 6 ]     |

## Tabela medalowa
| Pozycja | Reprezentacja    | Złoto | Srebro | Brąz | Razem |
| ------- | ---------------- | ----- | ------ | ---- | ----- |
| 1.      | Kazachstan       | 2     | 0      | 0    | 2     |
| 1.      | Korea Południowa | 2     | 0      | 0    | 2     |
| 3.      | Japonia          | 0     | 2      | 2    | 4     |
| 4.      | Chiny            | 0     | 1      | 0    | 1     |
| 4.      | Uzbekistan       | 0     | 1      | 0    | 1     |
| 6.      | Hongkong         | 0     | 0      | 1    | 1     |
| 6.      | Tajlandia        | 0     | 0      | 1    | 1     |
| Razem   | Razem            | 4     | 4      | 4    | 12    |